# Condeellum regale
Condeellum regale är en urinsektsart som först beskrevs av Bruno Condé 1958.  Condeellum regale ingår i släktet Condeellum och familjen Protentomidae. Inga underarter finns listade i Catalogue of Life.